# Alexandros Papadimitriou
Alexandros Papadimitriou (Grecia, 18 de junio de 1973) es un atleta griego retirado especializado en la prueba de lanzamiento de martillo, en la que ha conseguido ser medallsita de bronce europeo en 2002.

## Carrera deportiva
En el Campeonato Europeo de Atletismo de 2002 ganó la medalla de bronce en el lanzamiento de martillo, llegando hasta los 80.21 metros, siendo superado por el húngaro Adrián Annus (oro con 81.17 m) y el ucraniano Vladyslav Piskunov (plata con 80.39 metros).